# Amin El Mahdi
Amin El Mahdi (Caïro, 24 november 1936) is een Egyptisch jurist. Hij doorliep een carrière bij de Raad van State in Egypte en als bestuursrechter. Daarna was hij rechter van het Joegoslaviëtribunaal en vervolgens van het Libanontribunaal.

## Levensloop
El Mahdi studeerde in 1956 af in de rechten aan de Universiteit van Caïro. Vervolgens behaalde hij in 1957 een diploma in publiekrecht en in 1958 in politicologie. In 1967 behaalde hij een certificaat aan de École nationale d'administration, een hogeschool in Parijs waar ambtenaren worden opgeleid. Vervolgens slaagde hij in 1971 voor een postgraduate-studie (DES) in publiekrecht aan de Universiteit van Parijs II.
Van 1979 tot 1991 was hij rechter en vanaf 1999 president van de Bestuursrechtbank. Verder was hij sinds 1991 ook rechter van de Hoge Raad voor Bestuurszaken en kreeg hij hier de leiding in 2000. Sinds 1956 was hij al verbonden geweest aan verschillende afdelingen van de Raad van State en in 1998 werd hij naast zijn functie als rechter ook benoemd tot president van de juridische afdeling van de Raad van State en vanaf 2000 van de Raad van State zelf.
Hiernaast was hij bestuurslid van de faculteit van rechten van de Universiteit van Caïro en van de Universiteit van Ain Shams in een voorstad van Caïro. Aan de eerste was hij daarnaast gastdocent. Tussen 1994 en 1997 was hij juridisch adviseur van Jaber al-Ahmad al-Jaber al-Sabah, de emir Koeweit. Verder was hij arbiter in verschillende geschillen die waren ingediend bij het International Centre for Settlement of Investment Disputes en van het regionale centrum voor de slechting van commerciële geschillen in Caïro. Verder nam hij de verdediging van zijn land tegen Israël op zich in een arbitragezaak in Genève aangaande een grensconflict rondom Taba.
Van 2001 tot 2005 was hij rechter van het Joegoslaviëtribunaal in Den Haag. Hij was bijvoorbeeld betrokken bij de zaken van Radovan Stanković, Gojko Janković, Miroslav Bralo en Paško Ljubičić. Sinds 2007 was hij enkele jaren rechter van het Libanontribunaal in Leidschendam.